# 총포신

총포신 부품

총포신(銃砲身)은 소화기, 포병 및 공기총과 같은 총기류 무기의 중요한 부분이다. 일반적으로 단단한 고강도 금속으로 만들어진 곧은 사격 튜브로, 고압 가스의 갇힌 급속한 팽창이 발사체를 전방(총구)으로 고속으로 추진하는 데 사용된다. 포신(砲身), 총신(銃身), 총열, 건 배럴(gun barrel)이라고도 한다. 총포신의 속이 빈 내부는 강선(bore, 腔線/腔綫)이라고 불리며, 강선의 지름은 구경(calibre)이라고 불리며, 일반적으로 인치 또는 밀리미터로 측정된다.
최초의 총기는 금속공학이 초기 캐넌의 폭발력을 견딜 수 있는 튜브를 주조할 만큼 발전하지 못했을 때 만들어졌으므로, 파이프(종종 금속 조각으로 만들어짐)는 구조적 보강을 위해 길이를 따라 주기적으로 보강해야 했고, 이는 저장 통이 함께 쌓여 있는 것과 유사한 모양을 만들어 냈으며, 따라서 영어 이름이 붙었다.

## 역사

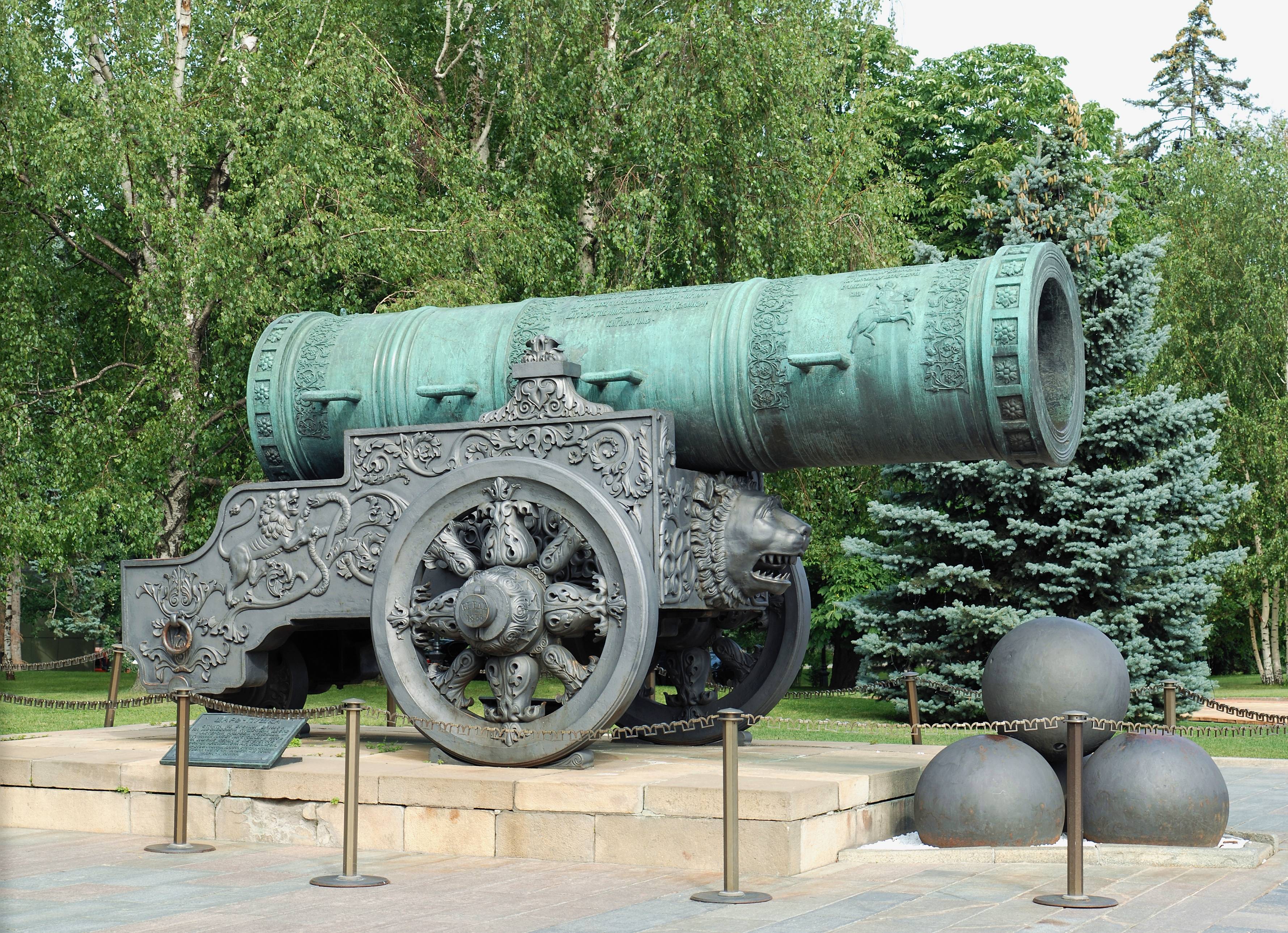
거대한 구경과 저장 통을 쌓아 놓은 것처럼 보이는 포신 외관을 가진 1586년의 차르 캐넌

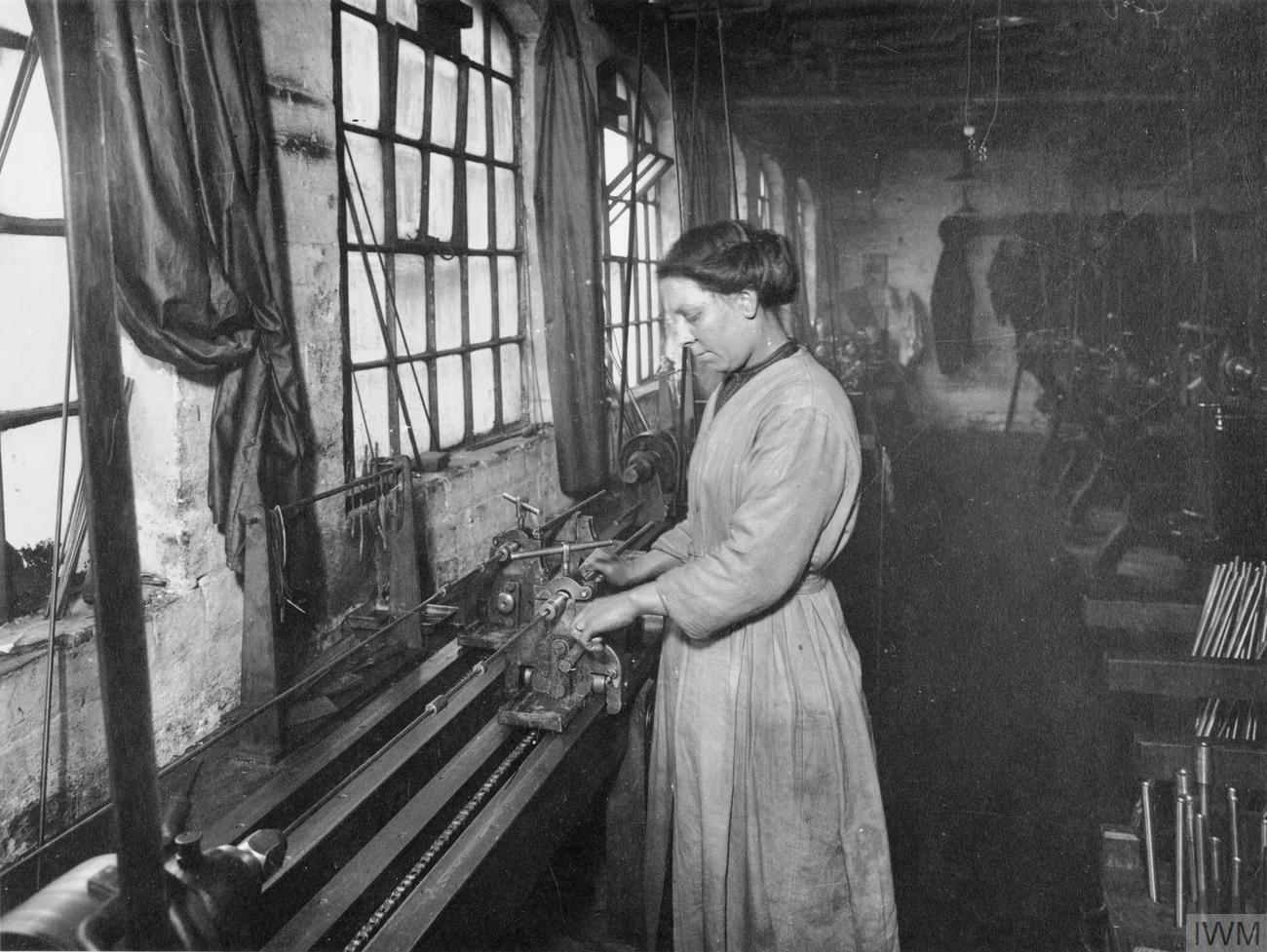
제1차 세계 대전 중 리-엔필드 소총의 포신을 뚫는 여성 노동자

총포신은 보통 어떤 종류의 금속이나 금속 합금으로 만들어진다. 그러나 후기 당나라 시대에 중국 발명가들은 흑색화약을 발견하고, 강하고 자연적으로 튜브형의 줄기를 가지며 얻고 가공하기 쉬운 대나무를 화창과 같은 화약 발사 무기의 첫 번째 포신으로 사용했다. 중국인들은 또한 주철 캐넌 포신을 최초로 마스터했으며, 이 기술을 사용하여 초기 보병 화기인 핸드 캐넌을 만들었다. 초기 유럽 총기는 연철로 만들어졌으며, 일반적으로 여러 개의 금속 보강 띠가 원형 연철 고리 주위에 감겨져 속이 빈 원통으로 용접되었다. 청동과 황동은 총기제작자들에게 선호되었는데, 이는 주로 주조 용이성과 화약 연소 또는 해군 함정에서 사용될 때 염수의 부식 효과에 대한 저항력 때문이었다.
초기 화기는 전장식으로, 흑색화약과 탄환이 총포신의 전면(총구)에서 장전되었으며, 번거로운 장전 과정 때문에 낮은 발사 속도만을 가질 수 있었다. 나중에 발명된 후장식 설계는 더 높은 발사 속도를 제공했지만, 초기 후장식 총기는 총포신의 후면(노리쇠)에서 새는 가스를 효과적으로 밀봉하는 방법이 부족하여 사용 가능한 포구속도가 감소했다. 19세기에는 추진제 가스의 누출을 막기 위해 후장식 총기를 밀봉하는 효과적인 노리쇠가 발명되었다.
초기 캐넌 포신은 구경에 비해 매우 두꺼웠다. 이는 당시 금속 내부에 갇힌 기포와 같은 제조 결함이 흔했기 때문이며, 이러한 결함은 많은 총기 폭발의 주요 원인이 되었다. 이 결함으로 인해 총포신이 발사 압력을 견디기에는 너무 약해져 폭발적으로 파괴되고 파편화되었다.

## 구조

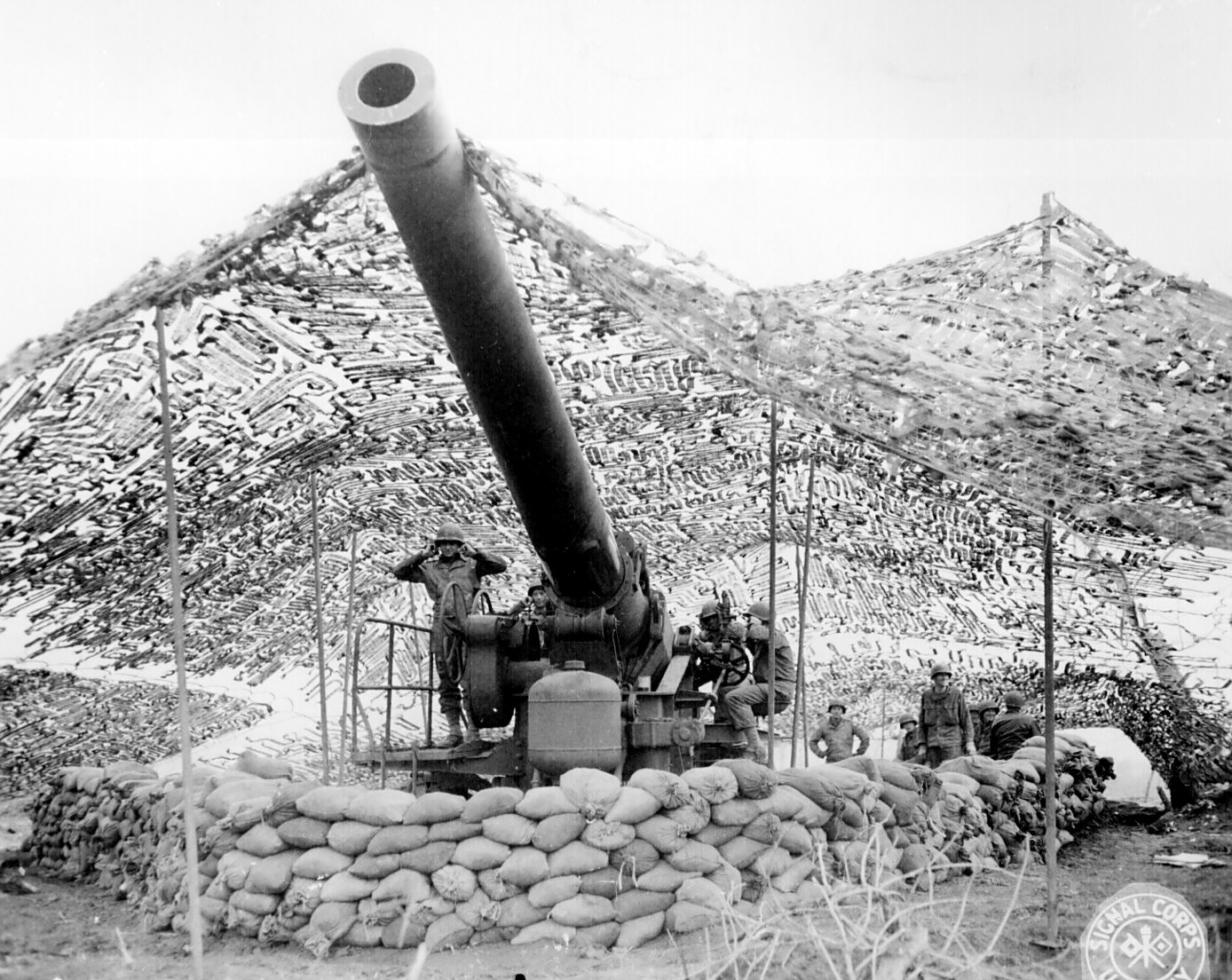
1944년에 사용된 240mm 곡사포의 총포신

총포신은 추진제에 의해 생성된 팽창 가스를 가두어 발사체가 최적의 포구속도를 얻도록 해야 한다. 총포신 재료가 강선 내 압력을 감당하지 못하면 총포신 자체가 파국적 실패를 겪고 폭발할 수 있으며, 이는 총기를 파괴할 뿐만 아니라 주변 사람들에게 생명을 위협하는 위험을 초래할 수 있다. 현대 소화기 포신은 관련된 압력을 견딜 수 있는 것으로 알려지고 시험된 탄소강 또는 스테인리스강 재료로 만들어진다. 포병 포신은 안정적으로 충분한 강도를 제공하는 다양한 기술로 만들어진다.

### 플루팅

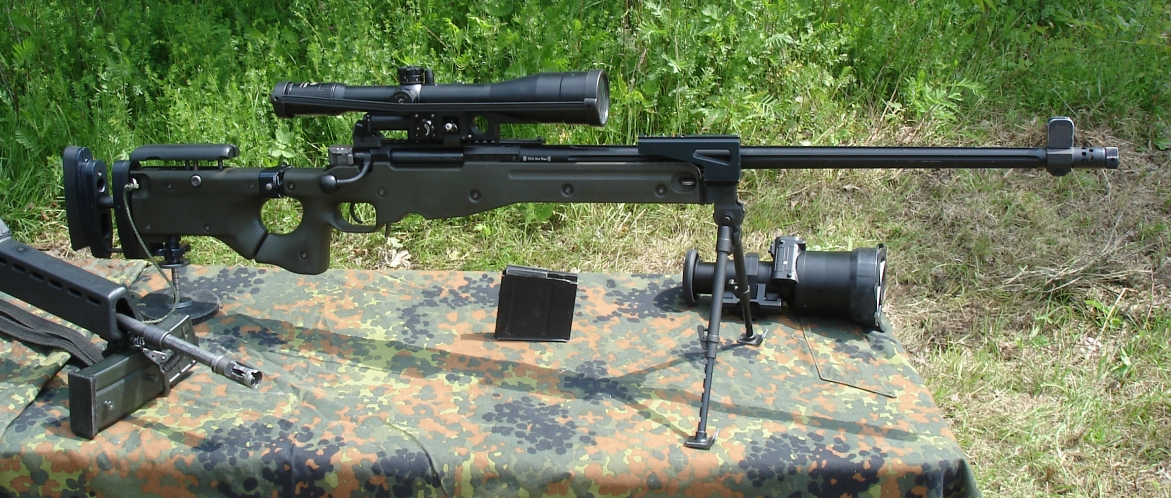
플루트된 총포신이 장착된 독일군 G22

플루팅은 원통형 표면에서 재료를 제거하는 것으로, 일반적으로 무게를 줄이기 위해 둥근 홈을 만든다. 이는 주로 소총 총포신의 외부 표면에 적용되지만, 리볼버의 실린더 또는 볼트 액션 소총의 볼트에도 적용될 수 있다. 소총 총포신과 리볼버 실린더의 대부분의 플루팅은 직선이지만, 소총 볼트와 때로는 소총 총포신에서도 나선형 플루팅을 볼 수 있다.
플루팅의 주된 목적은 무게를 줄이고 휴대성을 향상시키는 것이지만, 적절하게 수행되면 구조적 강도와 강성을 유지하고 전반적인 비강도를 높일 수 있다. 플루팅은 또한 표면적-부피 비율을 증가시켜 발사 후 총포신을 더 효율적으로 냉각시키지만, 재료 질량 감소는 또한 총포신이 발사 중 쉽게 가열될 수 있음을 의미한다.

### 복합 총포신
복합 총포신은 더 얇게 깎아낸 화기 총포신에 외부 슬리브를 씌우고 융합하여 강성, 무게 및 냉각을 개선한 것이다. 가장 일반적인 형태의 복합 총포신은 탄소 섬유 슬리브를 가진 것이지만, Teludyne Tech Straitjacket과 같은 독점적인 예시도 있다. 이는 스포츠 및 경기 사격 외에는 거의 사용되지 않는다.

## 장착
총포신은 액션 스레드 또는 리벳을 사용하여 리시버에 고정될 수 있다. 구조에 따라 다른 총포신이 사용될 수 있다.
- 화기용 일반 고정 총포신
- 화기용 교환 가능한 총포신
- 기관총용 신속 교체 총포신
- 포병 총포신용 교체 총포신 (예비 총포신)

## 부품

### 약실

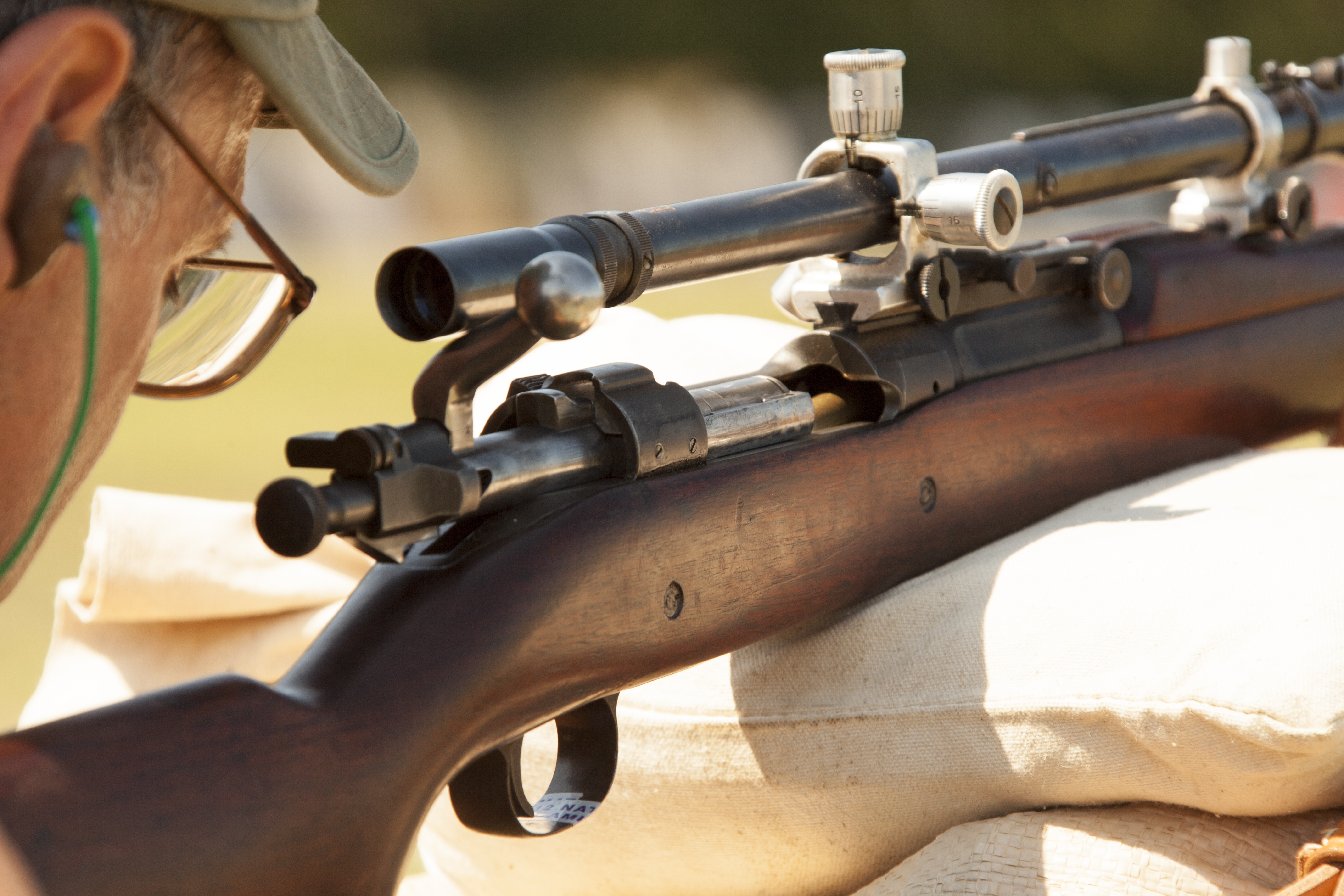
스프링필드 M1903에 장전되는 탄약통.

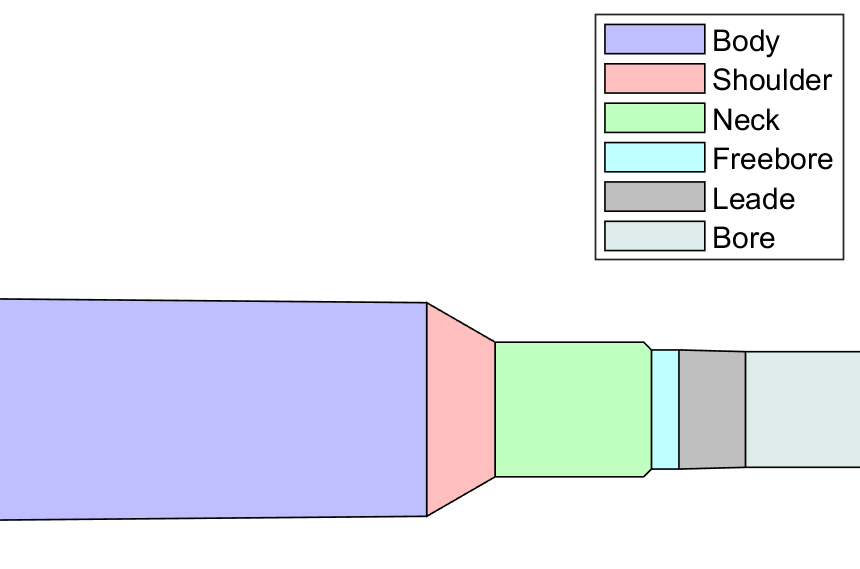
전형적인 소총 약실의 다양한 섹션 그림. 후방은 왼쪽에 있고, 전방은 오른쪽에 있다. 몸통(자주색), 어깨(분홍색), 목(녹색).

약실은 후장식 총의 총포신 후방 끝에 있는 공동으로, 탄약통이 발사 준비 위치에 삽입되는 곳이다. 대부분의 화기(소총, 산탄총, 기관총, 권총)에서 약실은 총포신의 필수적인 부분이며, 종종 총포신 블랭크의 후방 강선을 단순히 리밍하여 만들어지며, 하나의 총포신 내에 단일 약실이 있다. 리볼버에서 약실은 총의 실린더의 구성 요소이며 총포신과 완전히 분리되어 있으며, 단일 실린더에 여러 개의 약실이 있어 발사할 때 총포신과 정렬되도록 차례로 회전한다.
구조적으로 약실은 몸통, 어깨, 목으로 구성되며, 그 윤곽은 수용하도록 설계된 탄약통의 탄피 모양과 밀접하게 일치한다. 약실의 후방 개구부는 총포신 전체의 노리쇠이며, 이는 뒤에서 볼트에 의해 단단히 밀봉되어 발사 중 전방 방향이 최소 저항 경로가 된다. 탄약통의 뇌관이 공이에 의해 타격되면 추진제가 점화되고 폭연하여 탄약통 내부에 고압 가스 팽창을 생성한다. 그러나 약실(볼트에 의해 뒤에서 닫힘)은 탄약통(산탄총의 경우 탄피)이 움직이는 것을 제한하여 탄알 (산탄총의 경우 산탄/슬러그탄)이 탄피에서 깨끗하게 분리되어 총포신을 따라 전방으로 추진되어 전방(총구) 끝에서 비행 발사체로 나간다.
총을 장전하는 것은 탄약통을 총의 약실에 장전하는 과정으로, 단발 장전과 같이 수동으로 하거나, 펌프 액션, 레버 액션, 볼트 액션 또는 자동 장전과 같이 무기의 작동 방식을 작동시켜 한다. 공기총의 경우, 탄(또는 슬러그) 자체는 유지할 탄피가 없으며 기계적으로 가압된 가스가 탄 뒤에서 방출되어 전방으로 추진되기 전에 약실에 완전히 삽입된다(종종 탄을 "장전"하는 것이 아니라 "안착" 또는 "장전"한다고 함). 이는 공기총의 약실이 화기 총포신의 자유 강선 부분과 기능적으로 동등함을 의미한다.
화기 설계, 제조 및 개조의 맥락에서 "챔버링"이라는 단어는 다른 의미를 가지며, 특정 구경 또는 모델의 탄약통을 발사하기 위해 무기의 약실을 특별히 맞추는 것을 의미한다.

### 강선

활강총포
전통 강선
A = 랜드 지름, B = 홈 지름
폴리고널 강선

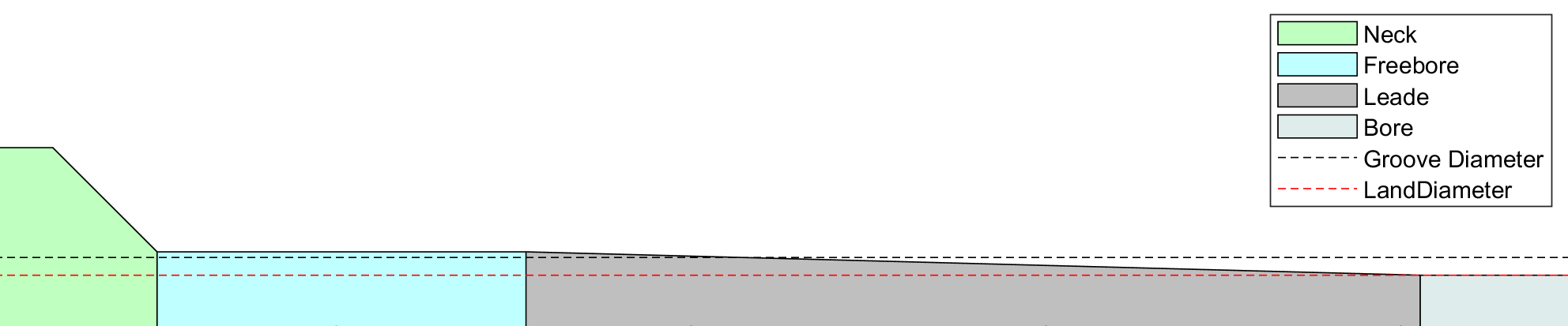
총포신 목 부분의 확대. 약실은 왼쪽에 있고, 총구는 오른쪽에 있다. 자유 강선(하늘색)과 리드(짙은 회색)는 강선 처리된 강선(옅은 회색)으로 전환되며, 자유 강선 지름과 강선 홈 및 랜드 지름의 비교.

강선은 총포신의 속이 빈 내부 내강이며, 총포신 길이의 대부분을 차지한다. 이곳은 발사 전에 발사체(탄알, 탄, 또는 슬러그)가 위치하고 발사 과정에서 속력과 운동 에너지를 얻는 총포신의 부분이다. 발사체가 강선을 따라 이동하는 동안의 운동 상태를 내부 탄도학이라고 한다.
대부분의 현대 화기(머스킷, 산탄총, 대부분의 전차포, 그리고 일부 포병 포신 제외) 및 공기총(일부 BB탄 총 제외)은 강선 벽에 나선형 홈이 파져 있는데, 이를 강선이라고 한다. 사격 시 강선이 있는 총포신은 발사체에 종축을 중심으로 회전을 부여하여, 발사체가 총포신을 벗어난 후의 비행 자세와 탄도를 자이로스코프적으로 안정시킨다(즉, 외부 탄도학). 강선이 없는 총기는 활강총포라고 불린다.
화기 탄약통이 약실에 장전되면, 탄피는 약실을 차지하지만 탄알은 실제로 약실을 넘어 강선의 후방 끝으로 돌출된다. 강선이 있는 강선에서도 이 짧은 후방 부분은 강선이 없으며, 사격 중 강선을 만나기 전에 탄알이 초기 "가속"을 할 수 있도록 한다. 이 강선이 없는 부분의 가장 후방 부분은 프리보어라고 불리며, 일반적으로 원통형이다. 프리보어 바로 앞에 있는 강선이 없는 강선의 부분인 리드는 약간 테이퍼지기 시작하여 탄알을 강선이 없는 강선이 완전히 강선이 있는 강선으로 전환되는 영역으로 안내한다. 이들은 함께 목 부분을 형성하며, 사격 중 강선이 움직이는 탄알을 효과적으로 "물어뜯는다". 목은 가장 큰 열기계적 변형력에 노출되므로 가장 빠르게 마모된다. 목 침식은 종종 총의 총포신 수명을 결정하는 주요 요인이다.

### 총구

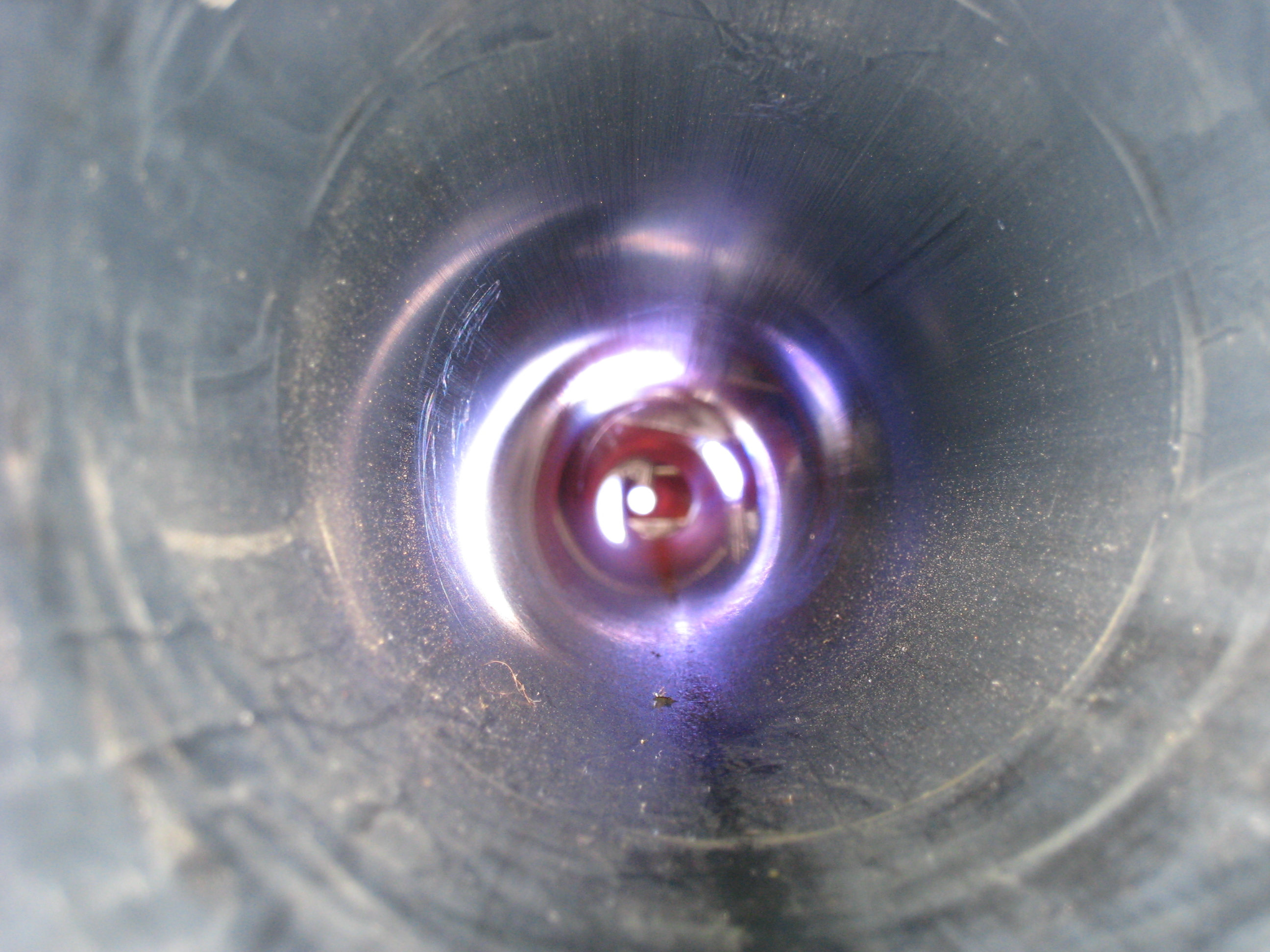
레오파르트 2A4의 라인메탈 120mm 활강 전차포 내부 (총구에서 본 모습)

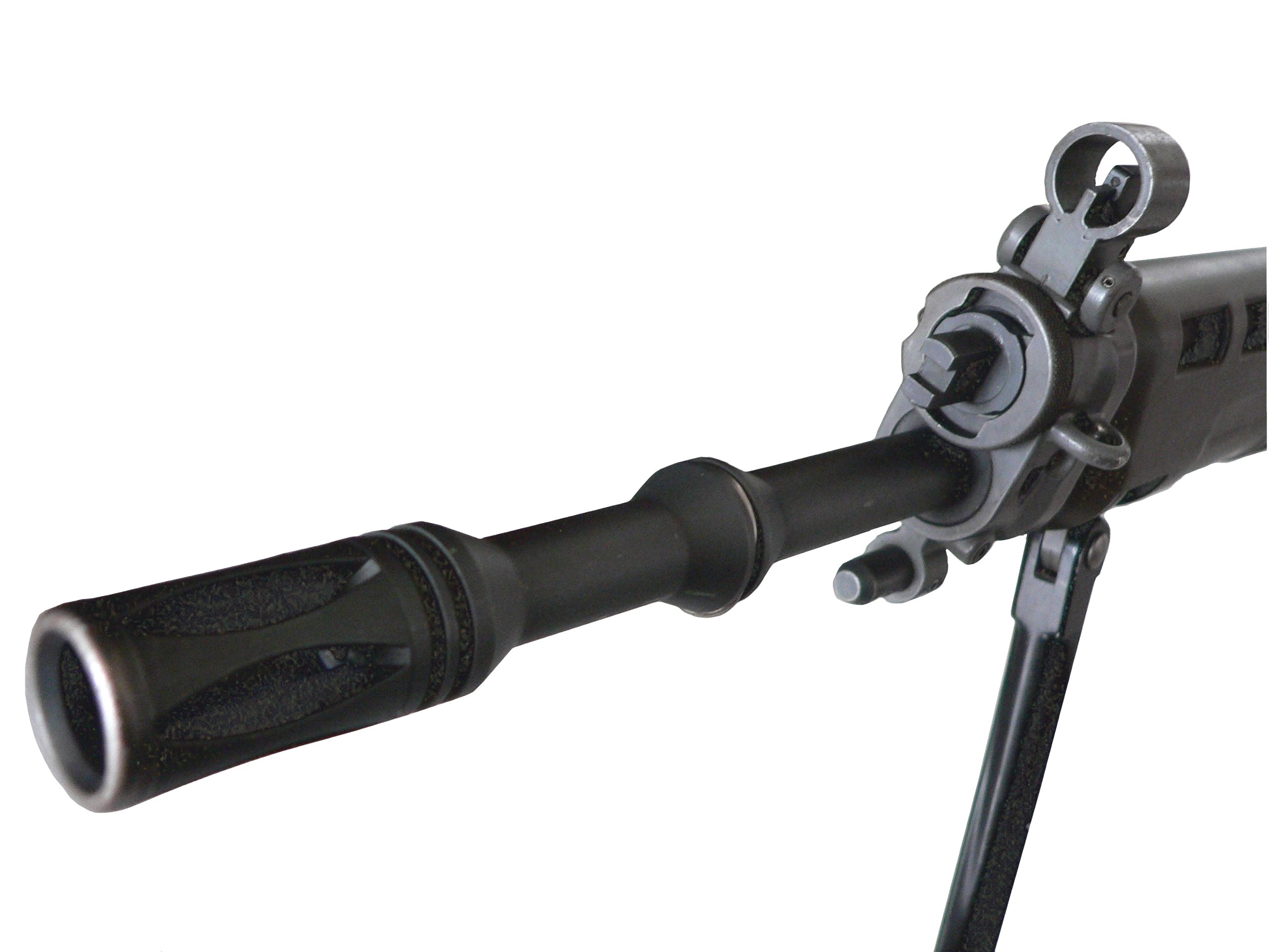
버드케이지형 소염기가 장착된 SIG 550 소총의 총구

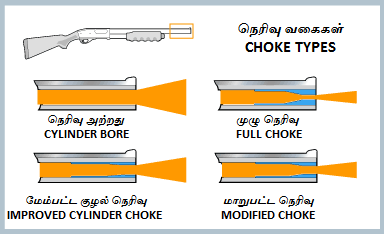
다양한 유형의 산탄총 초크

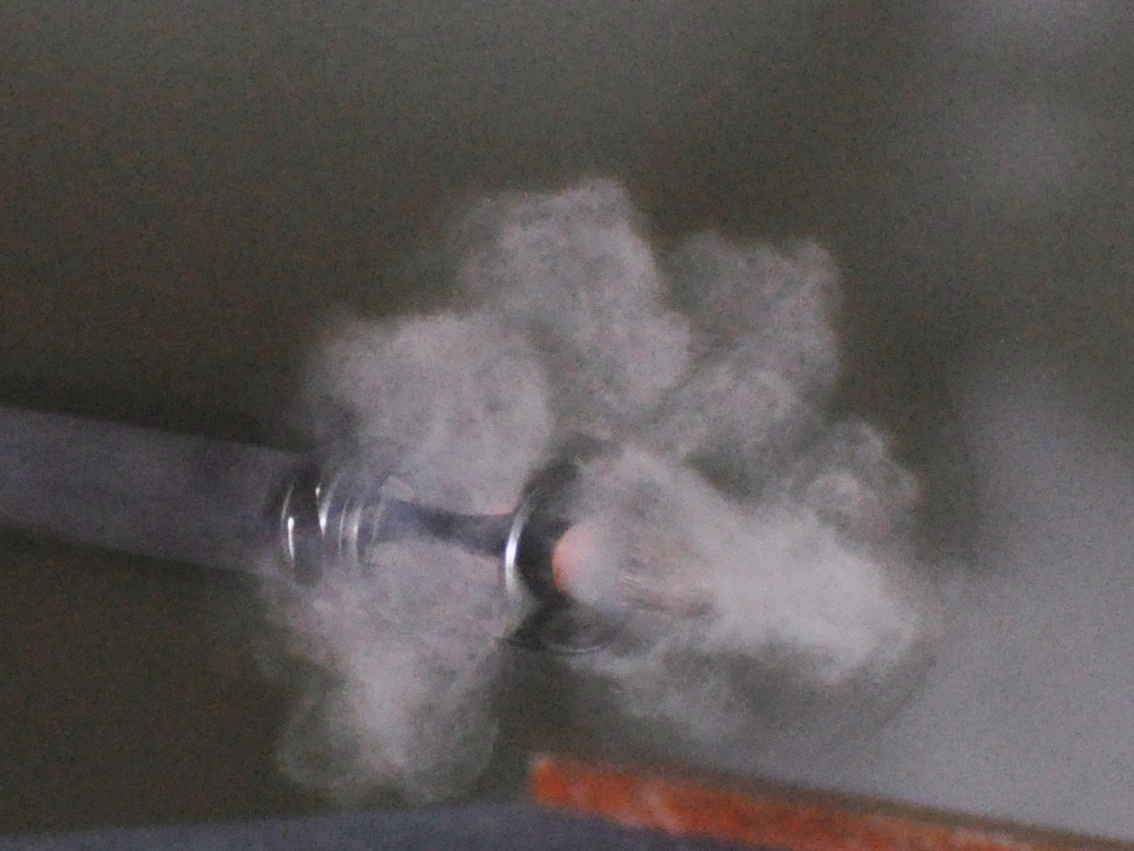
A2 스타일 소염기에 의해 조절되는 총구 화염

총구는 발사체가 나가는 총포신의 앞쪽 끝이다. 총구의 정밀한 기계가공은 정확성에 매우 중요하다. 왜냐하면 총포신과 발사체 사이의 마지막 접점이기 때문이다. 총구와 발사체 사이에 일관성 없는 간격이 존재하면, 새어나가는 추진제 가스가 고르지 않게 퍼져 발사체를 의도된 경로에서 벗어나게 할 수 있다(참조: 과도 탄도학). 총구는 또한 다양한 부속 장치를 부착할 수 있도록 외부에 나사산이 있을 수 있다.
강선이 있는 총포신에서는 총구의 윤곽이 외부 물체로부터 강선을 손상되지 않도록 보호하도록 설계되어 있으며, 강선 홈의 앞쪽 끝은 일반적으로 오목한 크라운 뒤에 보호되어 있어 추진제 가스의 균일한 팽창을 조절하는 역할도 한다. 크라운 자체는 주변 환경과의 우발적인 충돌로 인한 손상을 피하기 위해 총구의 외부 가장자리보다 종종 오목하게 들어가 있다.
다수의 보조 발사체(예: 산탄총의 산탄)를 발사하는 활강 총포신에서는 총구 끝의 강선에 테이퍼형 수축부인 초크가 있을 수 있으며, 이는 사거리와 정확성을 향상시키기 위해 산탄 패턴을 형성한다. 초크는 특정 용도를 위한 교체 가능한 나사식 초크로 구현되거나, 총포신에 통합된 고정 영구 초크로 구현된다.
발사 중에는 총구 화염으로 알려진 밝은 섬광이 총구에서 자주 보인다. 이 섬광은 팽창 중 에너지를 방출하는 과열된 추진제 가스(1차 섬광)와 총포신을 벗어나 신선한 주변 공기와 격렬하게 반응하는 불완전 연소된 추진제 잔여물(2차 섬광)에 의해 생성된다. 섬광의 크기는 총포신 길이(짧은 총포신은 완전 연소 시간이 적어 미연소 화약이 많음), 추진제 유형(빠른 연소 대 느린 연소) 및 장전된 추진제 양(총량이 많을수록 미연소 잔여물이 많을 가능성이 높음)과 같은 요인에 따라 달라진다. 소염기 또는 총구 슈라우드는 섬광을 줄이거나 숨기기 위해 무기의 총구에 부착될 수 있다.
발사 중 총구에서 추진제 가스의 급격한 팽창은 또한 총구 폭풍으로 알려진 강력한 충격파를 생성한다. 이 폭풍의 가청 성분은 총구 발사음이라고도 불리며, 140 데시벨을 쉽게 초과하여 사수와 주변 사람들에게 영구적인 청력 손실을 유발할 수 있는 총성 소리이다. 폭풍의 비가청 성분은 주변의 깨지기 쉬운 물체에 손상을 줄 수 있는 초저주파 과압 파동이다. 총구 제동기 및 총구 부스터와 같은 액세서리 장치는 반동으로 인한 총구 상승을 막거나 총의 가스 작동식을 돕기 위해 총구 폭풍을 재지정하는 데 사용될 수 있으며, 소음기 (심지어 총구 슈라우드)는 주변 인력이 느끼는 폭풍 소음 강도를 줄이는 데 사용될 수 있다.

## 같이 보기

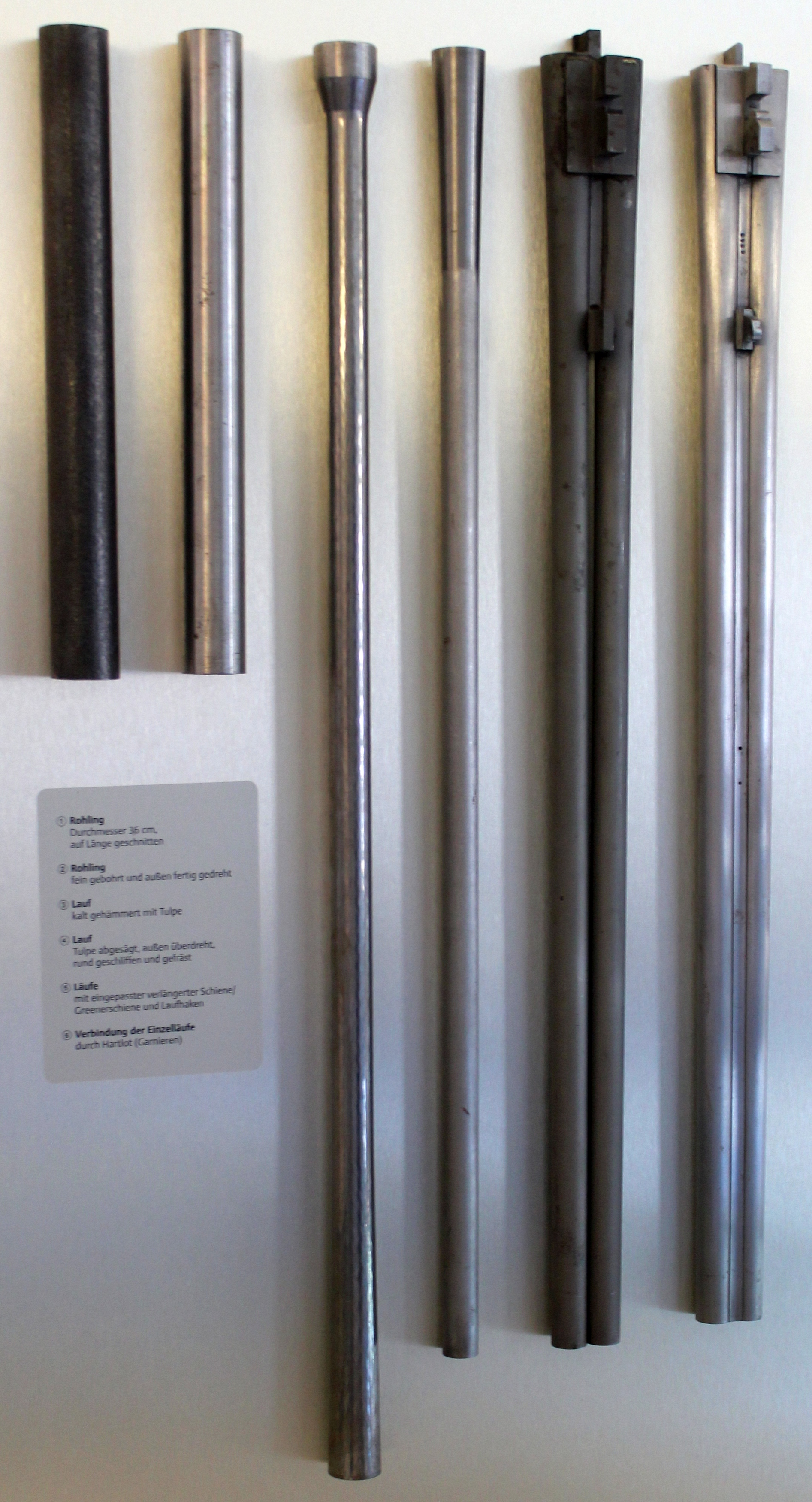
쌍열 산탄총용 총포신을 생산하는 냉간 단조 공정의 생산 단계

- 보어 이베이큐에이터
- 보어 스네이크
- 캡 건
- 캡락 메커니즘
- 미니에탄
- 전장 총포
- 폴리고널 강선
- 슬러그 배럴
- 활강총포, 강선 총포신의 반대
- 탄약용 튜브 및 뇌관

## 참고 문헌
- Quertermous, Russell C.; Quertermous, Steven C. (1981). 《Modern Guns》 Revis 3판. Paducah, Kentucky: Collector Books. ISBN 0-89145-146-3.